# Soy un delincuente (película)
Soy un delincuente es una película venezolana de 1976, dirigida por Clemente de la Cerda, y basada en la novela testimonial de Gustavo Santander, bajo el alias Ramón Antonio Brizuela. 

## Sinopsis
La película cuenta la historia de Ramón Antonio Brizuela, quien desde niño debe enfrentarse a la violencia y el desenfrenado estilo de vida de los barrios marginales caraqueños. Corrompido por una vecina, quien lo fuerza a efectuar atracos desde temprana edad, el joven Ramón Antonio pronto irá conociendo las virtudes y desgracias de un destino al cual parece no poder escapar: ser un delincuente.

## Reparto
- Orlando Zarramera como Ramón Antonio Brizuela
- Chelo Rodríguez como Teresa
- María Escalona
- María Grazia Bianchi
- Tito Aponte
- Haydée Balza
- Julio Bernal
- Carlos Carrero
- Yanko Durán como Inspector Moreno
- Milton Izquierdo
- Jesús Millán
- Balmore Moreno como Cojo Briceño
- Ana Pantoja
- Emilia Rojas

## Legado
Estrenada en 1976, fue un gran éxito de taquilla superando incluso a grandes producciones norteamericanas como Tiburón, y es considerada una de las películas más importantes dentro del movimiento llamado Nuevo Cine Venezolano.
Esta película tiene claras influencias del neorrealismo italiano, al presentar elementos en común tales como la presencia de actores no profesionales, así como la utilización de exteriores como escenarios.

## Premios
La cinta obtuvo el Premio Especial del Jurado en el Festival Internacional de Cine de Locarno en 1977.